# Haematopota volneri
Haematopota volneri är en tvåvingeart som först beskrevs av Philip 1959.  Haematopota volneri ingår i släktet Haematopota och familjen bromsar. Inga underarter finns listade i Catalogue of Life.